# 无所畏惧
《无所畏惧》是中国大陆男歌手周深为游戏《球球大作战》年度资料片演唱的主题曲，2021年1月10日作为数字单曲发布。此曲获得QQ音乐游戏音乐榜周榜冠军、酷狗音乐华语新歌榜日榜冠军，及酷我音乐新歌榜日榜冠军。在马来西亚，此曲获得988电台精彩声势排行榜周榜冠军。《无所畏惧》是腾讯音乐由你榜周深2021年歌曲中最受19岁至22岁听众偏爱歌曲，并获得腾讯音乐由你榜2021年度游戏歌曲TOP4。

## 背景和风格
《球球大作战》是一款手机游戏，2021年发布了年度资料片“驯龙团出征”，《无所畏惧》是其主题曲，于2021年1月10日在音乐平台作为单曲发布，1月15日音乐视频也在视频平台发布。
这首主题曲旋律气势恢宏，美声专业出身的周深用扎实的基本功，在《无所畏惧》中的演唱细腻婉转情感充盈，空灵梦幻声线融入大气磅礴的旋律，准确地诠释了主题曲《无所畏惧》所要传达的勇气与果敢。歌曲一经上线，便赢得了网友如潮好评。
乐评人点评：“作为实力美声歌手的周深，在演唱风格上有自己的独特风格，空灵的声线是他的特色，非常抓耳，同时也能使听众对歌词产生共鸣，富有极强的感染力”
CCTV-15《音乐周刊》节目报道这首歌：“这支由古典钢琴与管弦乐交织出的歌曲，具有浓烈的音乐剧风格，与周深细腻的嗓音完美契合。”

## 创作者
以下内容整理自QQ音乐：
- 演唱：周深
- OA：Ali Dee (Ali Theodore)
- 中文词：关手/陈红鲤
- OC：Shin Myungsoo
- 编曲：姚书寰
- 配唱制作人：徐威
- 和声：周深/许一鸣/周伊萌
- 录音师/录音室：徐威/@Soundhub Studio
- 制谱：姚书寰/蔡慧莲
- 弦乐：国际首席爱乐乐团
- 弦乐乐团总监：李朋
- 弦乐录音师/录音棚：王小四/北京金田录音棚
- 编曲统筹：杨宇豪
- 混音师/混音室：周天澈/@Studio21A
- 母带师/母带工作室：周天澈/@Studio21A
- 特别鸣谢：周深工作室
- 企划营销：北京简单快乐文化发展有限公司
- 唱片公司：上海巨人网络

## 排行榜
《无所畏惧》是腾讯音乐由你榜周深2021年歌曲中最受19岁至22岁听众偏爱的歌曲。
| 歌曲名称          | 排行榜 （2021年）               | 种类   | 最高排名 |
| ----------------- | ------------------------------- | ------ | -------- |
| 《无所畏惧》 周深 | QQ音乐游戏音乐榜                | 周榜   | 1        |
| 《无所畏惧》 周深 | 城市至尊音乐榜                  | 周榜   | 1        |
| 《无所畏惧》 周深 | 酷狗音乐华语新歌榜              | 日榜   | 1        |
| 《无所畏惧》 周深 | 酷我音乐新歌榜                  | 日榜   | 1        |
| 《无所畏惧》 周深 | QQ音乐巅峰人气榜                | 日榜   | 1        |
| 《无所畏惧》 周深 | 马来西亚988电台精彩声势排行榜   | 周榜   | 1        |
| 《无所畏惧》 周深 | 腾讯音乐由你榜游戏音乐          | 半年榜 | 2        |
| 《无所畏惧》 周深 | QQ音乐巅峰飙升榜                | 日榜   | 2        |
| 《无所畏惧》 周深 | QQ音乐巅峰新歌榜                | 日榜   | 2        |
| 《无所畏惧》 周深 | QQ音乐巅峰流行指数榜            | 日榜   | 2        |
| 《无所畏惧》 周深 | QQ音乐内地榜                    | 周榜   | 3        |
| 《无所畏惧》 周深 | QQ音乐国风热歌榜                | 周榜   | 3        |
| 《无所畏惧》 周深 | 酷我音乐华语榜                  | 日榜   | 3        |
| 《无所畏惧》 周深 | 由你音乐榜                      | 周榜   | 5        |
| 《无所畏惧》 周深 | 全球华语歌曲排行榜（多国/地区） | 周榜   | 6        |
| 《无所畏惧》 周深 | 由你音乐榜                      | 月份榜 | 8        |
| 《无所畏惧》 周深 | 亚洲新歌榜                      | 日榜   | 10       |
| 《无所畏惧》 周深 | 酷我音乐热评榜                  | 日榜   | 12       |
| 《无所畏惧》 周深 | 流行音乐全金榜（多国/地区）     | 周榜   | 14       |

## 奖项
| 年份 | 颁奖机构                   | 奖项                         | 结果 |
| ---- | -------------------------- | ---------------------------- | ---- |
| 2022 | 2021腾讯音乐由你榜年度盘点 | 年度游戏歌曲TOP4《无所畏惧》 | 獲獎 |